# Leyla Bischoff
Leyla Bischoff (* Dezember 1999 in Karlsruhe, Baden-Württemberg) ist eine deutsche Schauspielerin.

## Leben
Bischoff wurde im Dezember 1999 in Karlsruhe geboren und wuchs mit Deutsch und Englisch als Muttersprachen bilingual auf. Im Kindesalter wanderte sie mit ihrer Familie nach Dubai aus. Dort erfuhr sie im Alter von acht oder neun Jahren erste Schauspielerfahrungen als Teil der Besetzung für das Musical Oliver Twist. Sie spricht gutes Französisch und verfügt über Grundkenntnisse in Arabisch. Von 2019 bis 2020 studierte Bischoff Schauspiel an der Freiburger Schauspielschule im E-Werk, ehe sie ab 2020 ihr Schauspielstudium an der Schauspielschule Zerboni fortsetzte und 2023 erfolgreich abschloss.
Seit 2021 ist sie regelmäßig als Theaterdarstellerin zu sehen. Aufgrund ihrer Leistungen im Stück Clockwork Orange unter der Regie von Lea Ralfs am Zentraltheater in München wurde sie 2022 für den Monica-Bleibtreu-Preis nominiert. 2022 stellte sie die Rolle der Emma Wedgwood im Stück Die Entstehung des Lichts unter der Regie von Carl Philip von Maldeghem dar. Das Stück wurde auf der Felsenreitschule aufgeführt. 2023 war sie in der Hauptrolle des Atréju im Theaterstück zum Roman Die unendliche Geschichte von Michael Ende, das von Carl Philip von Maldeghem inszeniert wurde und am Salzburger Landestheater und dem Deutschen Theater München aufgeführt wurde, zu sehen.
Als Fernsehdarstellerin war Bischoff 2021 in einer Episode der Fernsehserie Dahoam is Dahoam zu sehen. Im selben Jahr wirkte sie in zwei Episoden der Fernsehserie Die Rosenheim-Cops als Bedienung Ayla mit. Im Folgejahr stellte sie die Episodenhauptrolle der Aleyna Sari in einer Episode der Fernsehserie SOKO Köln dar. Im selben Jahr folgte die Filmrolle der Estelle im Spielfilm Geschlossene Gesellschaft – Schauspielende im Fegefeuer.

## Filmografie (Auswahl)
- 2021: Dahoam is Dahoam (Fernsehserie, Episode 1x2782)
- 2021: Die Rosenheim-Cops (Fernsehserie, 2 Episoden)
- 2022: SOKO Köln (Fernsehserie, Episode 18x23)
- 2022: Geschlossene Gesellschaft – Schauspielende im Fegefeuer
- 2023: Zimmer mit Stall – Das Blaue vom Himmel
- 2025: Alpentod – Ein Bergland-Krimi: Alte Wunden (Fernsehreihe)

## Theater (Auswahl)
- 2021: Clockwork Orange, Regie: Lea Ralfs, Zentraltheater
- 2022: Sein Oder Nichtsein, Regie: Lea Ralfs, Zentraltheater
- 2022: Die Entstehung des Lichts, Regie: Carl Philip von Maldeghem, Felsenreitschule
- seit 2022: Festanstellung Landestheater Salzburg, Regie: Carl Philip von Maldeghem, Salzburger Landestheater
- 2023: Die Unendliche Geschichte, Regie: Carl Philip von Maldeghem, Salzburger Landestheater
- 2023: Faust, Regie: Carl Philip von Maldeghem, Salzburger Landestheater
- 2023: Der Lorax, Regie: Richard Panzenböck, Salzburger Landestheater
- 2023: Die Argonauten, Regie: Nuran David Calis, Salzburger Landestheater
- 2023: Die Unendliche Geschichte, Regie: Carl Philip von Maldeghem, Deutsches Theater München